# 李隆 (成化丁未進士)
李隆（？—？），字世昌，山西遼州榆林縣人，軍籍，明朝政治人物。

## 生平
山西鄉試第二十五名舉人。成化二十三年（1487年）中式丁未科會試第一百二十六名，三甲第二百名進士。歷官河南内黄县、洛阳县知县。

## 家族
曾祖李安；祖父李彥弘；父李忠，母柴氏；繼母馬氏。